# 堤猷久
堤 猷久（つつみ みちひさ、1853年4月14日（嘉永6年3月7日）- 1925年（大正14年）1月20日）は、明治から大正期の農業技術者・公吏・政治家。衆議院議員。通称・荘蔵。

## 経歴
豊前国京都郡行事村（福岡県京都郡行橋町を経て現行橋市行事）で、酒造業・堤半蔵の長男として生れ、堤兵蔵の養嗣子となる。文久3年（1863年）から慶応2年（1866年）まで佐藤堪蔵に師事し漢学を学んだ。1873年（明治6年）頃、上京してオランダ人ファン・カステールから英語、数学を学んだ。1875年（明治8年）から1876年（明治9年）まで東京学農社で農学、理化学を研究した。
1877年（明治10年）福岡県庁に入り判任官10等属に任官し勧農掛に配属され、県下の農業指導に尽力。県立勧農試験場長、県立農学校長、県農務課長を歴任し、1890年（明治23年）6月に退官した。
1890年7月、第1回衆議院議員総選挙の福岡県第7区（大成会所属）で初当選し、以後、第8回総選挙まで再選され、衆議院議員に通算5期在任した。
実業界では、金辺鉄道監査役、若松築港（現若築建設）取締役、筑豊鉄道重役、豊州鉄道重役、九州鉄道重役などを務めた。
1925年1月、大阪で病のため死去した。

## 国政選挙歴
- 第1回衆議院議員総選挙（1890年7月）
  - 福岡県第7区、大成会、当選[6]
  - 福岡県第8区、無所属、落選[6]
- 第2回衆議院議員総選挙（1892年2月）
  - 福岡県第7区、中央交渉会、当選[6]
  - 福岡県第8区、無所属、落選[6]
- 第3回衆議院議員総選挙（福岡県第7区、1894年3月、国民協会）次点落選[6]
- 第4回衆議院議員総選挙（福岡県第8区、1894年9月、国民協会）当選[7]
- 第5回衆議院議員総選挙（福岡県第8区、1898年3月、公同会）次点落選[7]
- 第6回衆議院議員総選挙（福岡県第8区、1898年8月、無所属）次点落選[7]
- 第7回衆議院議員総選挙（福岡県郡部、1902年8月、憲政本党）当選[8]
- 第8回衆議院議員総選挙（福岡県郡部、1903年3月、憲政本党）当選[9]
- 第9回衆議院議員総選挙（福岡県郡部、1904年3月、憲政本党）落選[8]